# 마셜 하비 스톤
마셜 하비 스톤(영어: Marshall Harvey Stone IPA: [ˈmɑː(r)ʃəl ˈhɑː(r)viː stoʊn], 1903~1989)은 미국의 수학자이다. 해석학과 일반위상수학에 공헌하였다.

## 생애
스톤의 아버지 할런 스톤(영어: Harlan Fiske Stone)은 미국 대법원장이었다. 스톤의 가족들은 스톤이 아버지를 좇아 법학을 공부할 것을 권했지만, 스톤은 하버드 대학교에서 학부 과정 동안 수학에 재미를 붙여 수학을 전공하였다. 1926년에 하버드 대학교에서 조지 데이비드 버코프 아래 상미분 방정식에 대한 논문으로 박사 학위를 수여받았다.
1925년~1937년 동안 스톤은 하버드 대학교 · 예일 대학교 · 컬럼비아 대학교에 있었다. 이 동안 스톤은 수많은 수학적 업적을 남겼다. 1930년에는 스톤-폰 노이만 정리를 증명하였고, 1934년에는 스톤-체흐 콤팩트화를 발견하였고, 1936년에는 불 대수의 스톤 표현 정리를 증명하였고, 1937년에는 스톤-바이어슈트라스 정리를 증명하였다. 스톤은 1937년에 하버드 대학교 정교수가 되었다.
제2차 세계 대전 동안 스톤은 미국 국방부에서 비밀 군사 연구를 맡았다. 전후 1946년에 시카고 대학교 교수가 되었고, 1946년~1952년 동안에는 수학과장을 맡았다. 1968년에 매사추세츠 대학교로 이전하였다.
1980년에 매사추세츠 대학교에서 은퇴하였고, 1989년 1월 9일 인도 첸나이에서 사망하였다.